# ライナウ
ライナウ (ドイツ語: Rainau) は、ドイツ連邦共和国バーデン＝ヴュルテンベルク州シュトゥットガルト行政管区のオストアルプ郡に属す町村（以下、本項では便宜上「町」と記述する）である。

## 地理

### 位置
ライナウは、バーデン＝ヴュルテンベルク州東部のアーレンとエルヴァンゲンとの間に位置する。この町はヤクスト川上流の谷、高度 440 m から 502 m に位置している。この町は自然環境上アルプ東部フォアラントとシュヴェービッシュ＝フレンキッシェ森林山地の一部を含む。両者はともにシュヴェービッシェス・コイパー＝ライアス＝ラントに含まれる。

### 隣接する市町村
この町は、北と東はエルヴァンゲン (ヤクスト)、南はヴェストハウゼンおよび郡庁所在地アーレン、西はヒュットリンゲンおよびノイラーと境を接している。

### 自治体の構成
かつて独立していた町村であったダルキンゲンとシュヴァプスベルクとが合併して成立した自治体ライナウには5つの集落、小集落、家屋群が含まれる。

### 土地利用
| 土地利用種別面積 | 農業用地 | 森林   | 住宅地 | 産業用地 | 交通用地 | 水域  | レジャー用地 | その他 |
| ---------------- | -------- | ------ | ------ | -------- | -------- | ----- | ------------ | ------ |
| 面積 (km2)       | 13.50    | 7.33   | 0.72   | 0.23     | 2.03     | 0.76  | 0.21         | 0.66   |
| 占有率           | 53.1 %   | 28.8 % | 2.8 %  | 0.9 %    | 8.0 %    | 3.0 % | 0.8 %        | 2.6 %  |

州統計局の2015年現在のデータによる。

## 歴史

### 自治体の統合
バーデン＝ヴュルテンベルク州の行政改革に伴い、1975年1月1日に、それまで独立した町村であったシュヴァプスベルクとダルキンゲンが合併し、自治体ライナウが成立した。

### ダルキンゲンとシュヴァプスベルク
ダルキンゲンは1136年に、シュヴァプスベルクは1147年に初めて文献に記録されている。両村落は15世紀からエルヴァンゲン修道参事会諸侯領となり、1803年の帝国代表者会議主要決議に基づく世俗化でヴュルテンベルク王国領となった。しかしダルキンゲンの一部は14世紀以降ディンケルスビュール領となっており、19世紀初めにバイエルン王国領となった。この地区は1810年にヴュルテンベルク王国領となった。ライナウの母体となった両村は、ヴュルテンベルク王国内ではアーレン郡に属し、1973年に郡再編で新たに成立したオストアルプ郡に編入された。

### 町域分離
1977年1月1日、人口約200人（当時）の地区が隣町のノイラーに移譲された。

## 住民

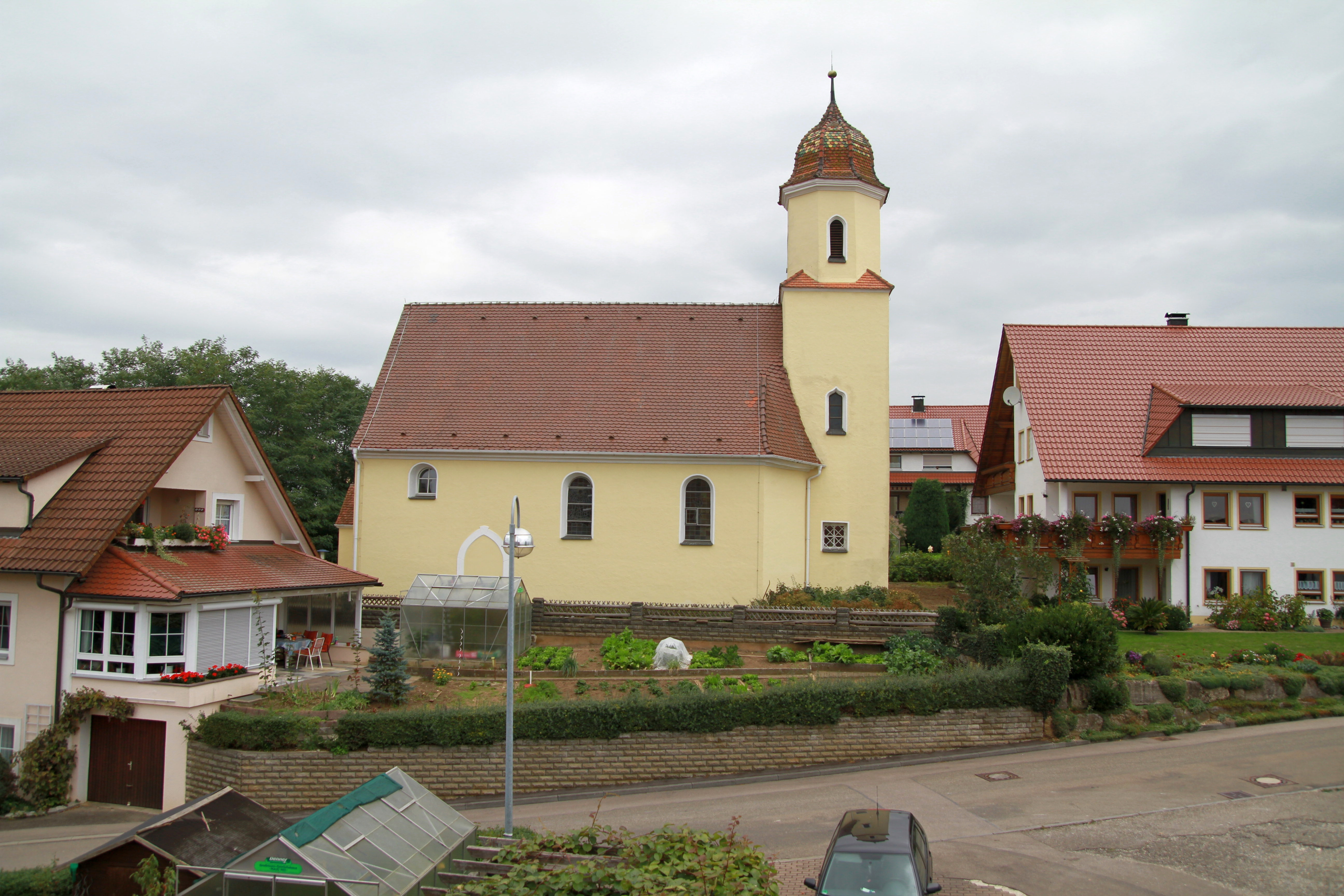
ライナウ＝ブーフ教会

### 宗教
エルヴァンゲン修道参事会諸侯領に属していたため、ライナウは宗教改革の影響を受けず、現在もローマ＝カトリック信者が多数を占める。少数の福音主義信者は、エルヴァンゲン教会に属している。

## 行政

### 行政共同体
この町は エルヴァンゲン (ヤクスト) 市の行政共同体に加盟している。

### 首長
2013年2月に行われたライナウ町長選挙第2回投票で銀行家であったクリストフ・コンレが 56.5 % の票を獲得して新たな町長に選出された。彼は2013年4月2日に町長に就任した。

### 姉妹自治体
- グロースオルバースドルフ（ドイツ語版、英語版）（ドイツ、ザクセン州）

## 文化と見所

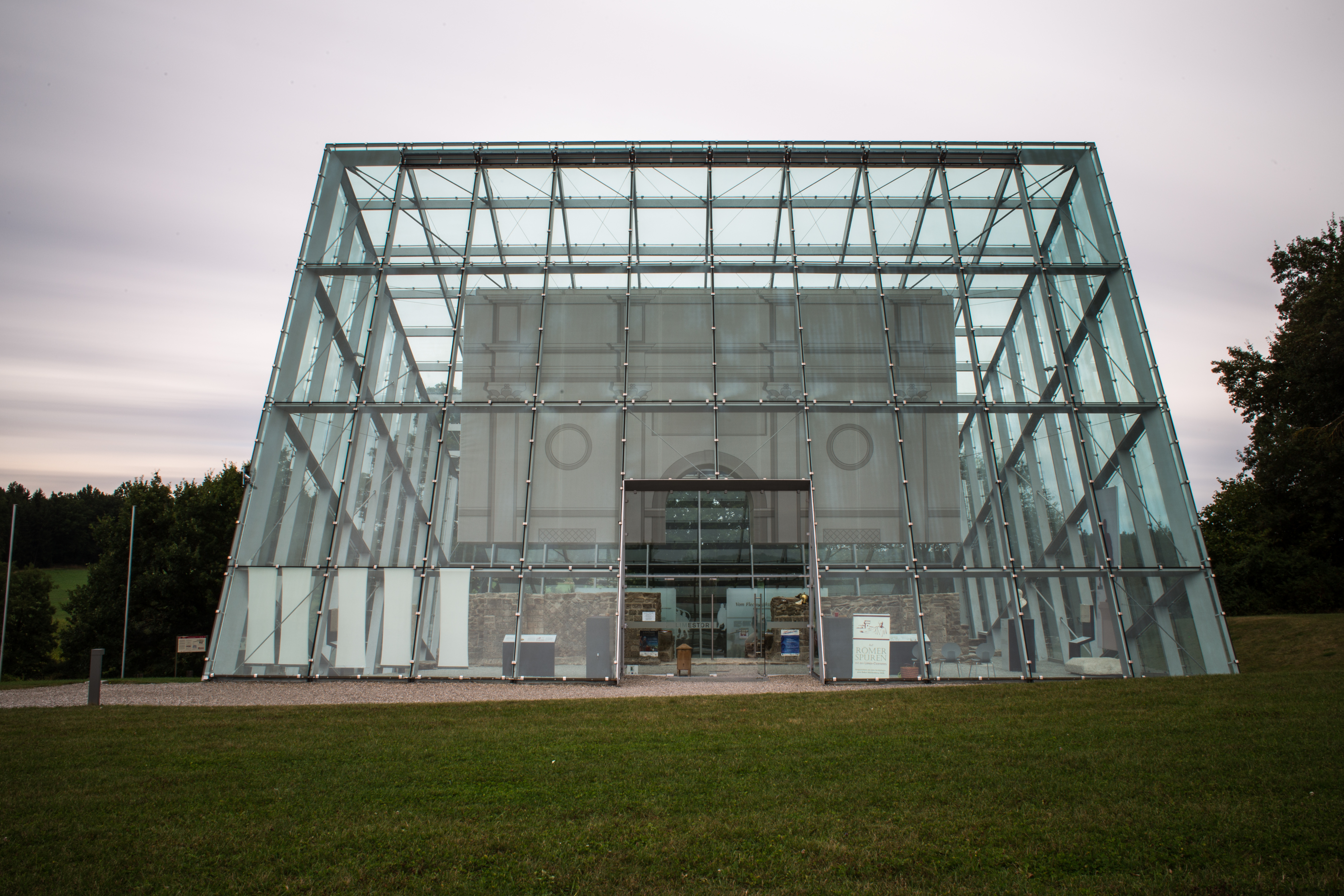
ダルキンゲンのリーメス門。現在は覆い屋が設けられ、復元予想模型が覆い屋から吊り下げら、往時の姿を再現している。

### リーメス博物館
- 2005年に UNESCO 世界遺産に登録されたレティシャー・リーメスが、長さ約 6 km にわたって町内を横切っている。森の中では、リーメスの痕跡が壁の跡として判別できる
- リーメス野外博物館では、以下のものが見学できる。
  - 2006年にシュトゥットガルト行政管区長官により文化財登録されたダルキンゲンのリーメス門。これは、1885年にエドゥアルト・フォン・カレー将軍により戦略的考察に基づいて、発見、発掘され、監視所であると解釈されていた。1973年/1974年に追加で行われた発掘調査によりこの建物は、約 12 × 13 m の大きさをもつ凱旋門風の建築であったと判明した。これはオーバーゲルマニッシュ＝レティシャー・リーメスの門で、これまでに発掘された唯一の遺構である[7][8][9]。
  - ブーフ城砦の修復・保存されている南門とそれに接する中間塔[10]
  - ラーガードルフ（ウィクス）の浴場と2つの付属建築物

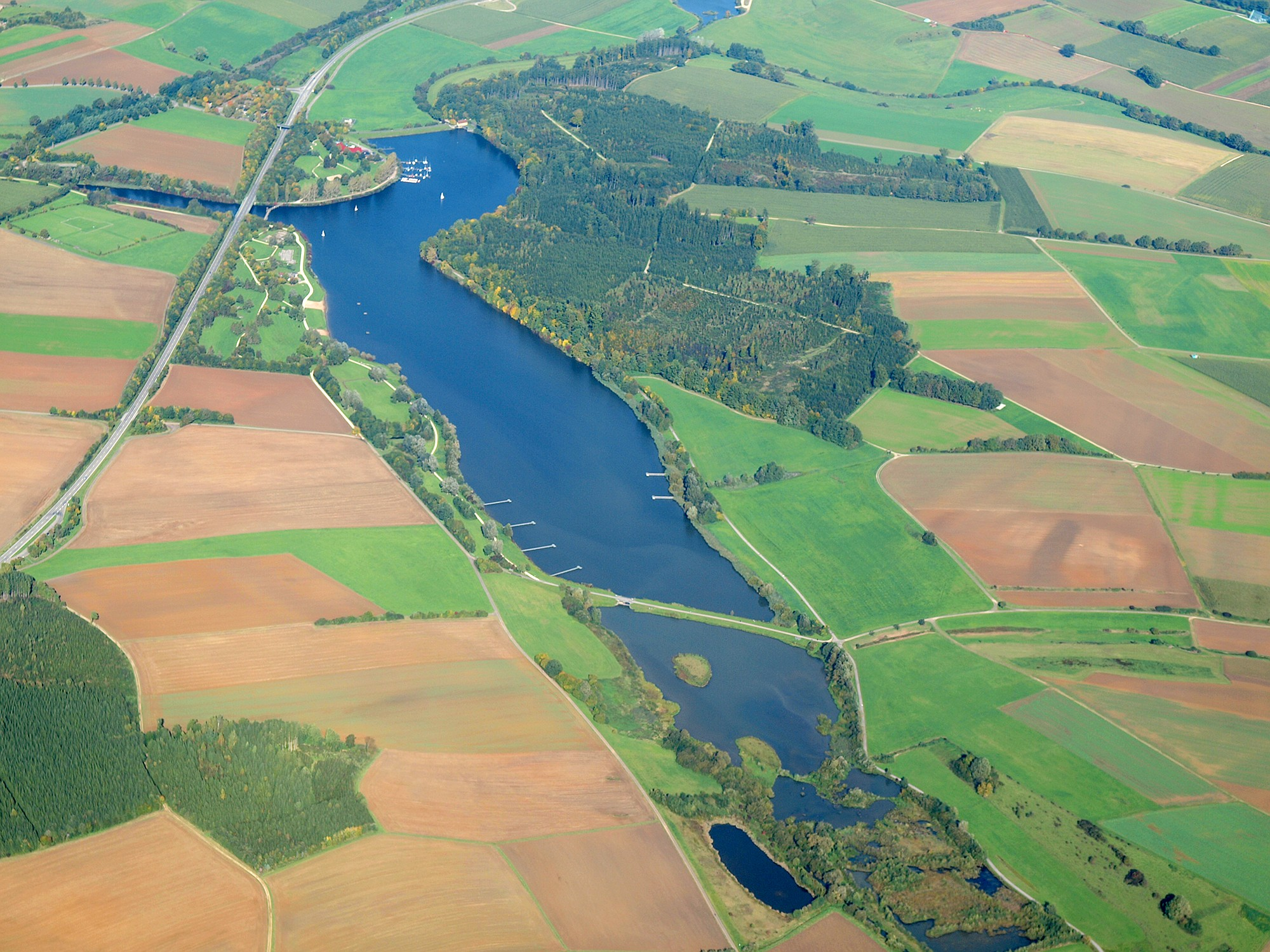
ブーフ堰止め湖

### ブーフ堰止め湖
野外博物館のすぐ隣にブーフの堰止め湖がある。これは洪水調整池であり、レジャー地区にもなっている。

### 記念の場所
ヴェストハウゼン方面からのダルキンゲンの入り口に1993年に、強制収容所ヘッセンタール分所収容者による「ヘッセンタールの死の行進」を記念した石碑が建立された。この行進では20人が死亡し、さらに7人が 親衛隊員によって殺害された。死者は、1956年にコッヒェンドルフ強制収容所墓地に埋葬された。

### スポーツ
シュヴァプスベルク地区には KC シュヴァプスベルクがある。その第1チームは、ケーゲル＝ブンデスリーガ（クラシック）に参加している。
ブーフ地区には射撃クラブがあり、エアガン部門はブンデスリーガ2部に参加している。

## 経済と社会資本

### 教育
シュヴァプスベルクの作業実科学校を含む基礎課程・本課程学校のほかに、ダルキンゲンにも基礎課程学校が1校ある。さらにこの町には幼稚園が3園ある。

### 交通

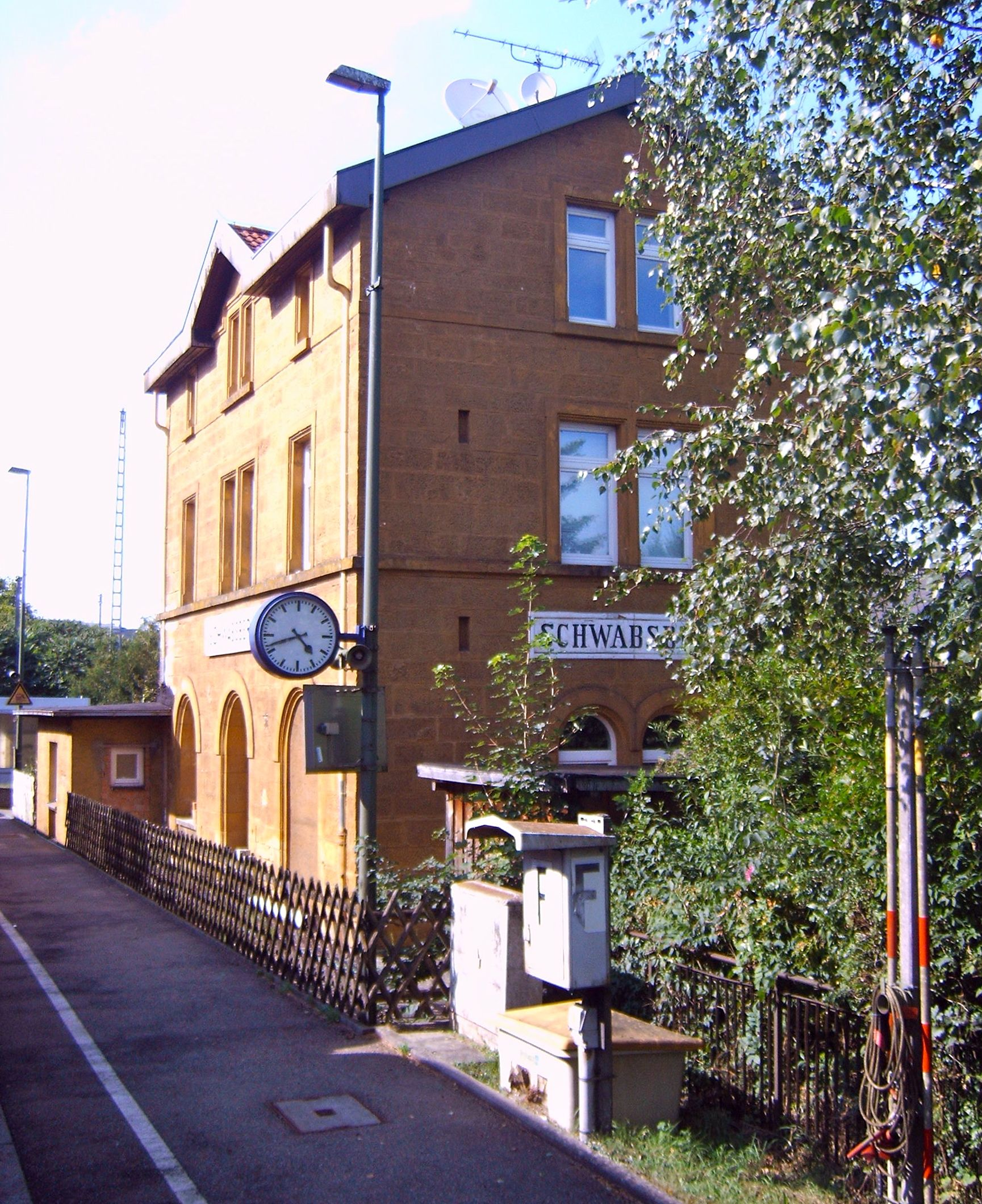
シュヴァプスベルク駅

ライナウはアーレンとクライルスハイムとを結ぶオベーレ・ヤクスト鉄道沿いに位置している。シュヴァプスベルク駅では、1時間ごとに DBレギオのレギオナルエクスプレス ウルム - アーレン - エルヴァンゲン（- クライルスハイム）が発着する。
連邦道 B290号線（タウバービショフスハイム - ヴェストハウゼン）および連邦アウトバーン A7号線もライナウを通っている。アウトバーンの最寄りのインターチェンジ・アーレン/ヴェストハウゼンは、ライナウの南数 km にある。

#### 広域自転車道
ブーフ地区とダルキンゲン地区をドイツ・リーメス自転車道が通っている。これはライン川沿いのバート・ヘニンゲンからドナウ川沿いのレーゲンスブルクまでオーバーゲルマニッシェ＝レティシャー・リーメス沿いに 818 km の自転車道である。

#### 広域遊歩道
シュヴェービッシャー・アルプ協会のリーメス遊歩道は、ライナウ近郊でヤクスト川を渡る。この遊歩道は、ドイツ・リーメス遊歩道の一部である。